# SMS König
SMS König var det första slagskeppet av König-klassen i Kaiserliche Marine under första världskriget. König (svenska: Kung) var uppkallad efter Vilhelm II som var kung av Preussen samt kejsare över Tyskland. Byggnationen påbörjades i oktober 1911 och hon sjösattes den 1 mars 1913.  Konstruktionen av König var färdig kort efter första världskrigets utbrott och sattes i tjänst i Högsjöflottan den 9 augusti 1914.
Tillsammans med hennes tre systerfartyg, Grosser Kurfürst, Markgraf och Kronprinz deltog König i de flesta av flottans verksamheter under kriget. Som det ledande fartyget i den tyska linjen den 31 maj 1916 i Skagerrakslaget, attackerades König av flera brittiska slagskepp och träffades av tio grovkalibriga granater. I oktober 1917 tvingade hon det ryska pre-dreadnought slagskeppet Slava att borra sig själv i sank under Operation Albion.
König internerades tillsammans med majoriteten av Högsjöflottan i Scapa Flow i november 1918 efter vapenstilleståndet. Den 21 juni 1919 gav konteramiral Ludwig von Reuter order om att borra flottan i sank medan de brittiska vaktfartygen var ute ur hamnen på övningar. König sjönk under vattnet i Scapa Flow klockan 14:00. Till skillnad från de flesta av de andra fartygen som borrades i sank, bärgades aldrig König för skrotning. Vraket ligger fortfarande på botten av viken.

## Konstruktion och utformning
König beställdes under det provisoriska namnet "S" och byggdes på varvet Kaiserliche Werft i Wilhelmshaven under nybyggnadsnummer 33. Byggnationen av hennes köl påbörjades i oktober 1911 och hon sjösattes den 1 mars 1913. Inredningsarbeten avslutades den 9 augusti 1914, dagen då hon togs in i Högsjöflottan. Hon hade kostat den kejserliga tyska regeringen 45 miljoner goldmarks. König, den första av vad som så småningom var fyra fartyg i sin klass, skulle senare anslutas i tjänst av Grosser Kurfürst, Markgraf och Kronprinz.
Königs deplacement uppgick till 25 796 ton (28 435 korta ton) olastad och 28 600 ton (31 500 korta ton) fullastad, med en längd på 175,4 meter, en bredd på 19,5 meter och ett djupgående på 9,19 meter. Hon drevs av tre Parsons ångturbiner som utvecklade totalt 43 300 hk (32,3 MW) som gav en maxhastighet på 21 knop (39 km/h).
Hon var bestyckad med tio 30,5 cm kanoner placerade i fem dubbla kanontorn: två torn vardera för och akter och ett torn midskepps mellan de två skorstenarna. König var det första tyska slagskeppet att få alla hennes huvudbatteriartilleri monterade på mittlinjen. Liksom de tidigare slagskeppen i Kaiser-klassen kunde König få alla hennes huvudpjäser att bära på båda sidor, men de nyare fartyget hade en större eldgivningsvinkel på grund av alla mittlinjearrangemang. Hennes sekundära bestyckning bestod av fjorton 15 cm kanoner, sex 8,8 cm kanoner och fem 50 cm undervattenstorpedtuber, en i fören och två på varje däcksbalk.

## Tjänsthistoria

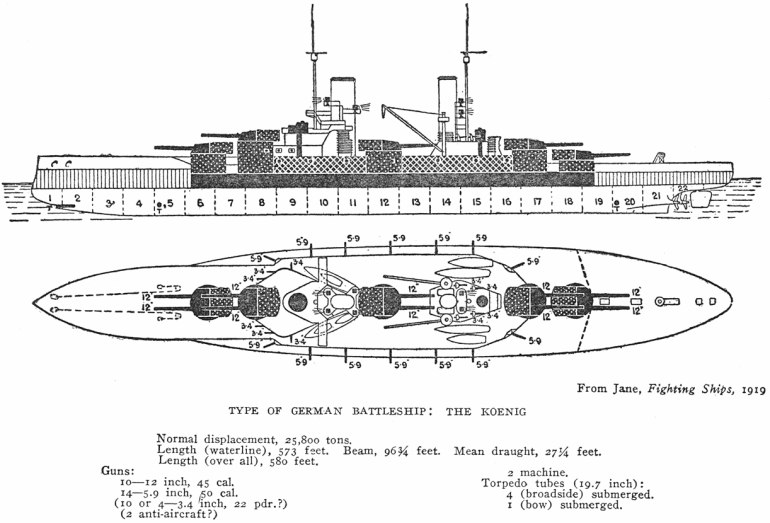
Planritning och höjdriktning av ett fartyg i König-klassen, från Jane's Fighting Ships, 1919.

Direkt efter König tog i tjänst genomfördes provturer som avslutades den 23 november 1914. Hennes besättning bestod av 41 officerare och 1095 sjömän. Efteråt var fartyget knutet till V-divisionen i III-stridseskadern i den tyska Högsjöflottan, där hon senare skulle få sällskap av sina systerfartyg. Den 9 december gick König på grund på redden i Wilhelmshaven. Hennes systerfartyg Grosser Kurfürst, som följde precis bakom, rammade hennes akter och orsakat en del mindre skador. König drogs loss från botten och fördes tillbaka till Wilhelmshaven; reparationsarbeten pågick till den 2 januari 1915.

### Operationer i Nordsjön
König deltog i flera utfall med flottan till stöd för konteramiral Franz von Hippers slagkryssare i I-spaningsgruppen, men på grund av hennes grundstötning utanför Wilhelmshaven, missade fartyget den första operationen med dessa slagkryssare under natten den 15-16 december 1914, när de fick i uppdrag att bombardera den engelska kusten för att locka fram en del av brittiska Grand Fleet till den väntande tyska flottan. Den 22 januari 1915 lösgjordes König och resten av III-stridseskadern från flottan för att utföra manövrer-, artilleri- och torpedutbildning i Östersjön. De återvände till Nordsjön den 11 februari vilket var för sent för att hjälpa I-spaningsgruppen vid slaget vid Doggers bankar.
König deltog därefter i flera utfall i Nordsjön. Den 29 mars ledde skeppet flottan ut till Terschelling. Tre veckor senare, den 17-18 april stödde hon en operation där lätta kryssare ur II-spaningsgruppen lade ut minor utanför Swarte Bank. En annan frammarsch inträffade den 22 april, igen med König i spetsen. Den 23 april återvände III-stridseskadern till Östersjön för ytterligare en runda av övningar som varade fram till den 10 maj. En annan minutläggningsoperation genomfördes av II-spaningsgruppen den 17 maj, återigen med stöd av slagskepp.
König deltog i en av flottans frammarscher i Nordsjön som slutade med stridshandlingar mellan den 29 och 31 maj. Hon var sedan kort tillsatt för pikettjänst i det tyska försvarsbältet. Fartyget gick på grund igen den 6 juli, men skadan var minimal. Fartyget stödde en minutläggningsoperation den 11-12 september utanför Texel. En annan frammarsch av flottan följde den 23-24 oktober. Efter att ha återvänt sattes König i torrdocka för underhåll och återförenades med flottan den 4 november. Fartyget skickades sedan tillbaka till Östersjön för mer utbildning den 5-20 december. På återfärden skadades hon lätt efter grundstötning i Kaiser Wilhelm-kanalen under en snöstorm. König befanns sig i Östersjön den 17 januari 1916 för fortsatt utbildning och återvände sedan den 24 januari till Nordsjön. Två frammarscher av flottan följde den 5-6 mars och 21-22 april.
König var tillgänglig den 24 april 1916 för att stödja en räd mot den engelska kusten, återigen som stöd för den tyska slagkryssarstyrkan i I-spaningsgruppen. Slagkryssarna lämnade Jadebusen klockan 10:55 och resten av det Högsjöflottan följde klockan 13:40. Slagkryssaren Seydlitz gick på en mina på väg till målet och var tvungen att dra sig tillbaka. De andra slagkryssarna bombarderade staden Lowestoft enhälligt, men under frammarschen till Yarmouth stötte de på brittiska kryssare ur Harwich Force. En kort artilleriduell följde innan Harwich Force drog sig tillbaka. Rapporter om brittiska ubåtar i området ledde till I-spaningsgruppens reträtt. Vid denna tidpunkt drog amiral Reinhard Scheer, som hade varnat för Grand Fleets utfall från sin bas i Scapa Flow, sig också till säkrare tyska vatten. König gick sedan till Östersjön för ytterligare en runda av övningar, bland annat torpedövningar utanför Mecklenburg.

### Skagerrakslaget

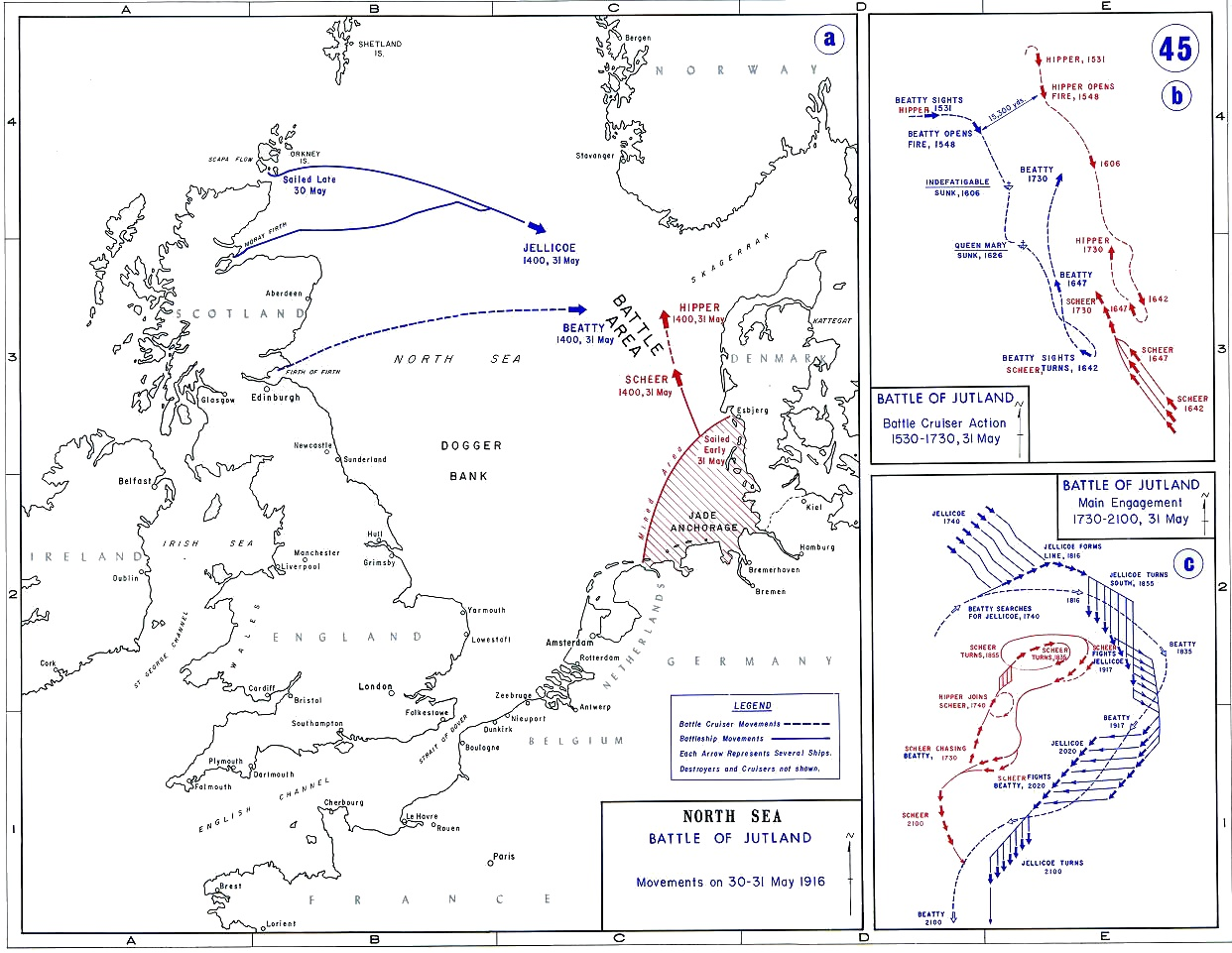
Kartor som visar de brittiska flottans manövrer (blå) och de tyska (röd) den 31 maj - 1 juni 1916; klicka för en större bild.

König var närvarande under flottans operationen som resulterade i Skagerrakslaget som ägde rum mellan den 31 maj och 1 juni 1916. Den tyska flottan försökte igen att dra ut och isolera en del av Grand Fleet och förstöra den innan den huvudsakliga brittiska flottan kunde slå tillbaka. König, följd av hennes systrar Grosser Kurfürst, Markgraf och Kronprinz, utgjorde V-division i III-stridseskadern, och var flottans förtrupp. III-stridseskadern var den första av tre slagskeppenheter; direkt akterut var Kaiser-klassens slagskepp ur VI-division, III-stridseskadern. Precis akter om Kaiser-klassens fartyg var Helgoland- och Nassau-klasserna i II-stridseskadern; i eftertruppen fanns de föråldrade slagskeppen i Deutschland-klassen av typ pre-dreadnought ur I-stridseskadern.
Strax före 16:00 CET, stötte slagkryssarna i I-spaningsgruppen på den brittiska I-slagkryssareskadern under ledning av David Beatty. De motsatta fartygen började en artilleriduell vilket resulterade i sänkningen av Indefatigable strax efter 17:00, och Queen Mary mindre än en halvtimme senare. Vid denna tidpunkt ångade de tyska slagkryssarna söderut för att dra de brittiska fartygen mot huvuddelen av Högsjöflottan. Klockan 17:30 siktade det ledande tyska slagskeppet, König, att både I-spaningsgruppen och I-slagkryssareskadern närmade sig. De tyska slagkryssarna ångade ner mot styrbord, medan de brittiska fartygen ångade mot babord. Klockan 17:45 beordrade Scheer en två-punktvändning åt babord för att föra sina fartyg närmare de brittiska slagkryssarna. En minut senare vid 17:46 gavs ordern att öppna eld.
König, Grosser Kurfürst och Markgraf var de första att nå effektiv skottvidd. De anföll slagkryssarna Lion, Princess Royal och Tiger på 19,2 km avstånd. Königs första salvor nådde inte sitt mål och hon flyttade därefter sin eld mot Tiger, det närmsta brittiska fartyget. Samtidigt började König och hennes systrar skjuta på jagarna Nestor och Nicator med deras sekundära artilleri. De två jagarna närmade sig den tyska linjen efter att ha utstått en skur av artillerield och manövrerade sig in i ett bra skjutläge. Båda fartygen avlossade två torpeder var på König och Grosser Kurfürst, men alla fyra missade. Ett av slagskeppens sekundära artilleribatterier som besvarade elden träffade Nestor och förstörde hennes maskinrum. Fartyget, tillsammans med jagaren Nomad, var obrukbara och låg direkt i vägen för den framryckande tyska linjen. Båda jagarna sänktes, men tyska torpedbåtar stannade för att plocka upp överlevande. Runt klockan 18:00 ändrade König och hennes tre systrar sin eldriktning mot de annalkande slagskeppen i Queen Elizabeth-klassen ur V-stridseskadern. König anföll initialt Barham tills att fartyget var utom räckhåll, därefter flyttas eldgivningen till Valiant. De snabbare brittiska slagskeppen kunde dock förflytta sig ur effektiv artilleriräckvidd snabbt.
Strax efter 19:00 hade den tyska kryssaren Wiesbaden blivit obrukbar genom en granatträff från den brittiska slagkryssaren Invincible. Konteramiral Paul Behncke ombord på König försökte manövrera sina fartyg för att skydda den drabbade kryssaren. Samtidigt påbörjade brittiska III- och IV-lätta kryssareskadern ett torpedangrepp på den tyska linjen. Medan man avancerade fram inom räckhåll för ett torpedangrepp överhöljde man Wiesbaden med artillerield från sina huvudkanoner. König och hennes systrar sköt kraftigt på de brittiska kryssarna, men även ihållande eld från tyskarnas huvudartilleri misslyckades att driva bort de brittiska kryssarna. I det efterföljande stridsvimlet träffades den brittiska pansarkryssaren Defence av flera tunga granater från de tyska dreadnoughtfartygen. En salva penetrerade fartygets ammunitionsmagasin och förstörde kryssaren i en massiv explosion.
Strax efter 19:20 kom Warspite återigen under Königs skottvid som öppnade eld mot henne. Hon anslöts av dreadnoughtfartygen Friedrich der Grosse, Ostfriesland, Helgoland och Thüringen. König förlorade dock snabbt Warspite ur sikte som hade varit i färd med att vända öst nordöst. Nästan samtidigt försökte brittiska lätta kryssare och jagare att göra en torpedattack mot de ledande fartygen i den tyska linjen, inklusive König. Kort därefter kom den brittiska huvudlinjen inom räckvidd för den tyska flottan. Klockan 19:30 öppnade de brittiska slagskeppen eld på både den tyska slagkryssarstyrkan och König-klassens fartyg. König kom under särskilt tung eldgivning under denna period. Under loppet av fem minuter sköt Iron Duke nio salvor mot König från ett avstånd på nästa 12 000 meter. Endast en granat träffade fartyget. En 13,5-tums granat träffade det främre kommandotornet men istället för att granaten penetrerade, rikoschetterade den ut och detonerade cirka 50 meter förbi fartyget. Konteramiral Behncke skadades, men han stannade kvar som befäl över fartyget. Fartyget skymdes då av rök som tillät ett tillfälligt uppskov.
Klockan 20:00 beordrades den tyska linjen att vända österut för att lösgöra sig från den brittiska flottan. König, i spetsen, slutförde giren och reducerade sedan farten för att tillåta fartyg bakom henne att återkomma i formation. Kort därefter återupptog fyra brittiska lätta kryssare attackerna på den obrukbara Wiesbaden. De ledande tyska slagskeppen, inklusive König, öppnade eld på kryssarna i ett försök att driva dem bort dem. De förföljande brittiska slagskeppen hade vid denna tidpunkt vänt söderut och lyckades nästan Korsa T på den tyska linjen. För att rätta till denna situation beordrade amiral Scheer en 16-graders gir söderut och skickade Hippers slagkryssare på ett anfall mot den brittiska flottan. Under giren träffades König av en 13,5-tums granat från Iron Duke. Granaten träffade fartyget strax akter om det bakersta kanontornet. König drabbades av betydande strukturella skador och flera rum fylldes med rök. Under giren mot styrbord bestämde viceamiral Schmidt, chef för I-stridseskadern, att vända sina skepp omedelbart, istället för att följa de ledande fartygen i rad. Detta orsakade stor förvirring och resulterade nästan i flera kollisioner. Som ett resultat var många av de tyska slagskeppen tvungna att drastiskt minska hastigheten, som försatte hela flottan i stor fara. I ett försök att mildra detta predikament girade König babord och lade en dimridå mellan de tyska och brittiska linjerna.
Under slaget drabbades König av betydande skada. En tung granat penetrerade de bepansrade däcket mot fören. En annan granat träffade en av de bepansrade plattorna i det huvudsakliga pansarbältet och knuffade tillbaka det cirka 1,5 meter. Granatsplitter penetrerade flera av kasematterna som innehade de 15 cm sekundära kanonerna, varav två blev obrukbara. Ammunitionsförrådet för dessa två kanoner sattes i brand och magasinen var tvungna att översvämmas för att förhindra en explosion. Andra delar av fartyget skulle kontraproduktivt översvämmas för att upprätthålla stabilitet. 1600 ton vatten kom in i fartyget, antingen som en följd av stridsskada eller av insatser för att motverka översvämningar. Översvämningarna gjorde slagskeppet tillräckligt lågt i vattnet för att hindra fartyget från att korsa Amrun Bank till klockan 09:30 den 1 juni. König togs till Kiel för initiala reparationer, som var den enda platsen som hade en flytande torrdocka stor nog att passa fartyget. Reparationer utfördes där mellan den 4 juni och den 18 juni, då fartyget övergick till varvet Howaldtswerke. König var åter redo att ansluta sig till flottan den 21 juli.

### Efterföljande operationer
Efter reparationer slutfördes detacherades König återigen till Östersjön för utbildning, från slutet av juli till början av augusti. König var tillbaka i Nordsjön den 5 augusti. Ett stort utfall av flottan inträffade den 18-20 augusti, med König i täten igen. I-spaningsgruppen skulle bombardera kuststaden Sunderland i ett försök att dra ut och förstöra Beattys slagkryssare. Men eftersom Von der Tann och Moltke var de enda slagkryssarna i stridsdugligt skick, överfördes det nya slagskeppet Bayern och två av Königs systrar, Markgraf och Grosser Kurfürst, tillfälligt till I-spaningsgruppen. Amiral Scheer och resten av Högsjöflottan skulle följde efter för att ge skydd. Britterna var medvetna om de tyska planerna och Grand Fleet gjorde ett utfall för att möta dem. Klockan 14:35 hade Scheer varnats om Grand Fleets strategi och var ovillig att gå i strid med hela Grand Fleet bara 11 veckor efter de hårda striderna i Skagerrak. Istället vände hans styrkor runt och drog sig tillbaka till tyska hamnar.
König stannade kvar i hamn fram till den 21 oktober när fartyget åter skickades till Östersjön för utbildning. Fartyget återvände till flottan den 3 november. König och resten av III-stridseskadern ångade sedan ut till Horns Rev den 5-6 november. König tilldelades därefter olika uppgifter, bland annat vakttjänst i Tyska bukten och konvojeskort i Östersjön. År 1917 genomfördes flera träningsuppdrag i Östersjön under 22 februari - 4 mars, 14 mars - 22 mars och 17 maj - 9 juni. König gick sedan in i Wilhelmshaven för underhåll den 16 juni. Installationen av en ny tung förmast och annat arbete varade fram till 21 juli. Den 10 september gick König återigen till Östersjön för utbildningsmanövrar.

## Fotnoter
1. ↑  "SMS" står för "Seiner Majestät Schiff" (svenska: Hans Majestäts Skepp)
2. ↑  Tyska krigsfartyg beställdes i provisoriska namn. Vid nya tillägg i flottan fick de en bokstav. För de fartyg som skulle ersätta äldre eller förlorade fartyg beställdes som "Ersatz (namn på fartyg som skulle ersättas)". Se: Gröner, s. 27
3. ↑  Vid den tidpunkten motsvarade 1 goldmark US$0,288; detta uppgick till $12 960 000. König kostade, efter justering för inflation, $295 395 429 i 2009 års penningvärde. Se: Herwig "Abbreviations and Conversions"
4. ↑  Kronprinz namnändrades senare till Kronprinz Wilhelm.
5. ↑  Tiderna som anges i detta avsnitt anges i CET, som är kongruent med det tyska perspektivet. Detta är en timme före UTC, den tidszon som vanligen används i brittiska verk.
6. ↑  Kompassen kan delas upp i 32 punkter, var och en motsvarar 11,25 grader. En två-punkts babordsgir skulle ändra fartygens kurs 22,5 grader.